# 스루풋
스루풋(throughput) 또는 처리율(處理率)은 통신에서 네트워크 상의 어떤 노드나 터미널로부터 또 다른 터미널로 전달되는 단위 시간당 디지털 데이터 전송으로 처리하는 양을 말한다. 예를 들어 데이터 링크에서는 스루풋 단위로 초당 비트 수(bit/s 또는 bps)가 주로 사용된다.
시스템 스루풋(system throughput) 또는 애그리게이트 스루풋(aggregate throughput)은 네트워크 안의 모든 터미널에 전달되는 데이터 속도의 총합이다. 스루풋은 디지털 대역 소비량과 동의어이다.

## 같이 보기
- 성능 공학